# Bergkapelle Alf
Koordinaten: 50° 3′ 29,9″ N, 7° 7′ 33,7″ O

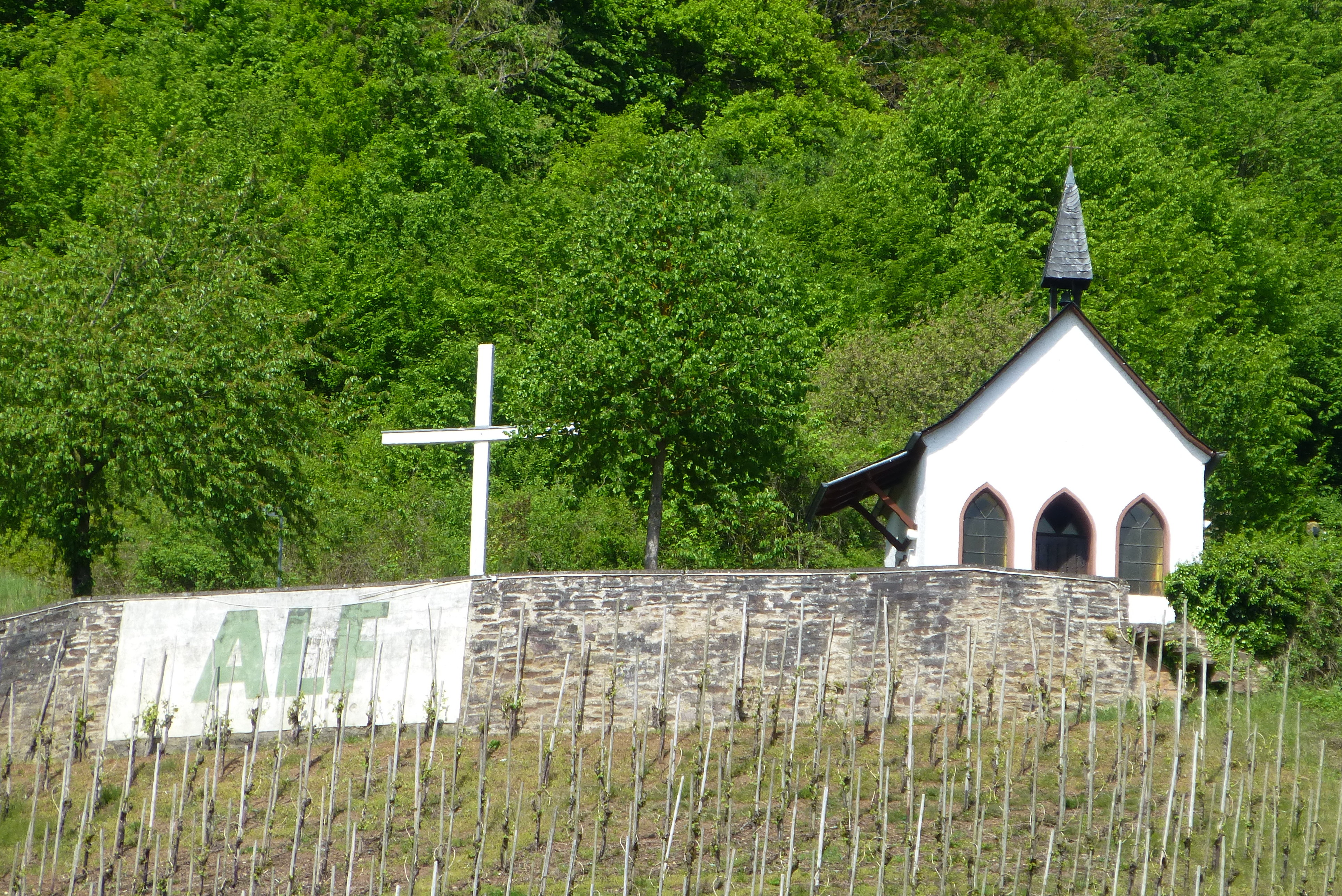
Südöstliche Ansicht

Die Bergkapelle der rheinland-pfälzischen Gemeinde Alf an der Mittelmosel ist ein unter Denkmalschutz stehendes Kirchengebäude. Der kleine Saalbau nördlich von Alf wurde im 19. Jahrhundert errichtet. Das Vesperbild der Kapelle stammt aus dem 18. Jahrhundert.